# Loja Club Deportivo
El Loja Club Deportivo es un club de fútbol de España, de la ciudad de Loja (Granada). Fue fundado en 1968 y juega en la Segunda federación en la temporada 2024-25.

## Historia
Fue fundado oficialmente en la temporada 1968-1969, en la que consiguió el ascenso a Primera Regional, si bien ya desde los años 1940 había fútbol federado en Loja, existiendo equipos como la Unión Deportiva La Peña de Loja. Su primer ascenso a la Tercera División se produjo en la temporada 1980-81 y estuvo dos temporadas. Sólo estuvo en Regional Preferente un año antes de ascender de nuevo a Tercera, en la que estuvo otras dos temporadas, hasta la 1984-85. Tras este descenso, el Loja CD no volvió a estar en Tercera División hasta la temporada 1999-00.
En la temporada 2010-11 consigue clasificarse en 3ª posición dentro del grupo IX de la Tercera División, lo que le da acceso a las eliminatorias de ascenso a la categoría de bronce del fútbol español por primera vez en su historia. En dicha eliminatorias supera la primera ronda enfrentándose al Mar Menor con el que empata a cero en San Javier y gana 1 - 0 con gol de Pedro Corral en el Medina Lauxa. En la siguiente eliminatoria queda encuadrado con el San Fernando al que vence por 3-2 en el partido de ida celebrando en terreno lojeño pero cae en el de vuelta por un resultado contundente de 4-0 por lo que queda finalmente eliminado.
En la temporada 2011-12 supera el resultado obtenido en la temporada anterior al quedar campeón del Grupo IX de la Tercera División. Este hecho le permite acceder por segunda vez consecutiva a la fase de ascenso a la Segunda División B. Además, al lograr el primer puesto en la clasificación, obtiene el derecho de jugar la Copa del Rey en la temporada 2012-13. El día 27 de mayo del mismo año, se consuma su ascenso a la 2ª División B tras eliminar al Valladolid B en la eliminatoria de ascenso, con un resultado global en la eliminatoria de 3-1.

### Ascenso a 2ªB
La temporada 2011-12 el Loja CD consigue terminar campeón del grupo IX de la Tercera División hecho que le supone jugar una eliminatoria directa entre los campeones de los distintos grupos que supone el ascenso directo a 2ªB en caso de ganar. Tras el sorteo en la Ciudad del Fútbol queda encuadrado con el Valladolid Promesas. El partido de ida se juega en Valladolid en los campos anexos al estadio Jose Zorrilla con el resultado de 1-0 favorable al equipo vallisoletano. La vuelta se juega el 27 de mayo en el estadio Medina Lauxa en donde tras la instalación de unas gradas supletorias se consigue tener un aforo de más de 2100 personas. En un ambiente espectacular, el equipo logra remontar la eliminatoria con goles de Alex Bautista y Gato (2) para poner un 3-0 en el marcador que suponía el ascenso tan ansiado por el equipo. En la temporada 2012-13 se milita en el grupo IV de la 2ªB del fútbol español por primera vez en la historia, siendo el 7º equipo de la provincia en conseguirlo.

### Vuelta a la Tercera División y regional
Desde la temporada 2013-14 hasta la 2020-21 jugó ininterrumpidamente en Tercera División, tras quedar penúltimo en el grupo IV de Segunda División B en la campaña 2012-13.
Tras encadenar dos descensos consecutivos y caer hasta la Primera División Andaluza, en la temporada 2022-23 ascendería a División de Honor Andaluza.

## Uniforme
- Uniforme titular: Camiseta blanca con detalles azules en el cuello y mangas en la que también aparecen gambas, pantalón azul y medias blancas.
- Uniforme alternativo: Camiseta negras con detalles en el cuello rojos también aparecen gambas y pantalón y medias negras

## Estadio

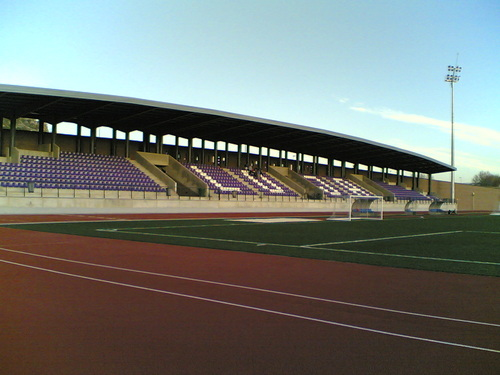
Estadio Municipal Medina Lauxa

El campo del Loja CD es el Estadio Municipal Medina Lauxa, con capacidad para 1250 espectadores. Se trata de un estadio de césped artificial y con pistas de atletismo de seis (6) calles. Fue inaugurado el 10 de diciembre de 2006 y sustituyó al vetusto Estadio San Francisco, estadio de albergó durante más de 60 años los partidos como local del Loja CD.
La nueva instalación está integrada en una ciudad deportiva, en la que existe también un pabellón multiusos, y un complejo de piscinas.

## Datos del club
- Temporadas en Primera División: 0.
- Temporadas en Segunda División: 0.
- Temporadas en Segunda División B: 1.
- Temporadas en Tercera División: 24.
- Temporadas en División de Honor Andaluza: 2.
- Mejor puesto en la liga: 1º (Tercera División de España, temporada 2011-12).